# 3801 Thrasymedes
3801 Thrasymedes este un asteroid descoperit pe 6 noiembrie 1985 de Spacewatch.